# Köln International School of Design

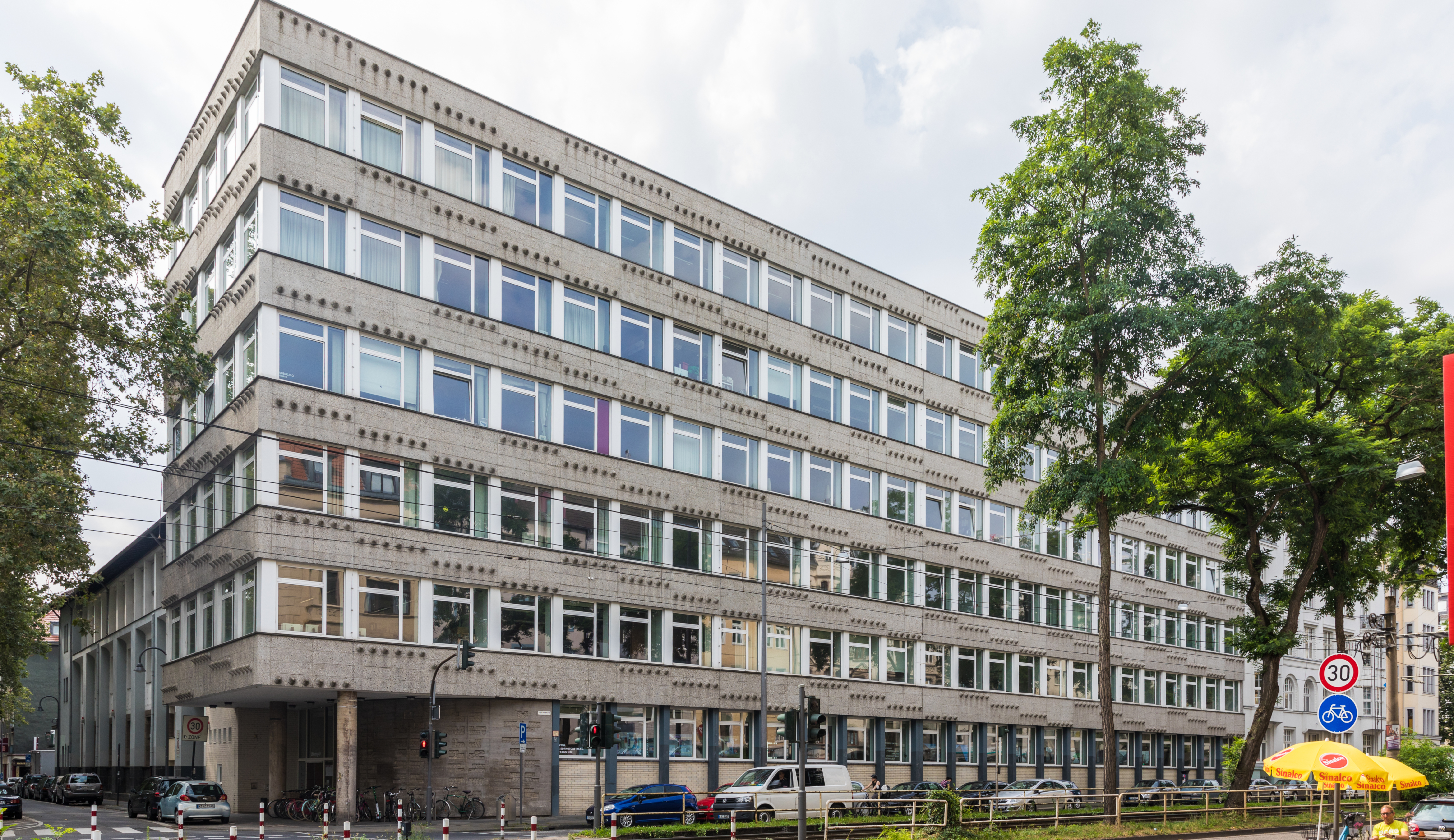
Köln International School of Design Ubierring 40

Die Köln International School of Design (KISD) ist ein Institut der Technische Hochschule Köln für interdisziplinäre, projektorientierte Studienprogramme im Design-Bereich.

## Geschichte
Mit der Gründung der TH Köln (als Fachhochschule Köln) im Jahr 1971 wurden die seit 1926 existierenden Kölner Werkschulen, als Fachbereich „Kunst und Design“ in die Hochschule eingegliedert. 1991 wurde der Studiengang freie Kunst aufgegeben und der Designstudiengang in das so genannte „Kölner Modell“ überführt, das vor allem durch eine projektorientierte Lehre und die Aufhebung traditioneller Fachrichtungen und Semesterstrukturen gekennzeichnet war. Der Diplom-Studiengang im Fachbereich Design umfasste erstmals Lehrgebiete wie Service-Design, Design Management, Gender und Design oder Ökologie und Design. Seit 2008 laufen Diplomstudiengänge an der TH Köln aus. Neueinschreibungen werden nur noch für die Bachelor- und Masterstudiengänge vorgenommen.
Im Jahr 2002 wurde im Rahmen einer hochschulischen Binnenreform die Organisation in Fachbereichen aufgegeben. Seitdem bildet die KISD mit dem CICS – Institut für Restaurierungs- und Konservierungswissenschaft und dem Cologne Game Lab (seit 2013) die Fakultät für Kulturwissenschaften.

## Studienangebot
- BA Integrated Design und MA Integrated Research
- Studienschwerpunkt »European Studies in Design« (BA und MA)
- Produktdesign und Prozessentwicklung (M.Sc.) in Kooperation mit der Fakultät für Informatik und Ingenieurwissenschaften der TH Köln am Campus Gummersbach[1]

Das Studium an der KISD wird durch dreizehn Lehrgebiete bestimmt:
- Image and Motion
- Identität und Design
- Designing Technological Futures
- Design Konzepte
- Design and Economy
- Designtheorie und -forschung
- Gender und Design
- Interface Design
- Interaction Design
- Ökologie und Design
- Design Industries and Technologies
- Service Design
- Typographie und Layout

## Studiengänge BA- und MA-Integrated Design
Die Regelstudienzeit des Bachelor-Studiengangs Integrated Design beträgt sechs Semester, die des Master-Studiengangs Integrated Design Research vier Semester.
Die curriculare Modularisierung erlaubt den Studierenden ein nicht-lineares, semesterübergreifendes, transdisziplinäres und projektorientiertes Studium, bei dem die studentische Gestaltungsmöglichkeit im Vordergrund steht. Die Studiengänge Integrated Design können mit dem Bachelor of Arts, beziehungsweise Master of Arts abgeschlossen werden.
Darüber hinaus besteht die Möglichkeit von Master-Double-Degree-Abschlüssen an der Tongji University in Shanghai und der National Taiwan University of Science and Technology.

## Studienrichtung „European Studies in Design“
Seit 1999 bietet die KISD den Bachelor/Master-Studiengang „European Studies in Design“ an, eine Kooperation von sieben europäischen Hochschulen. Im Rahmen eines fünfjährigen Studiums verbringen die Studierenden zwei Jahre an zwei der am Programm beteiligten europäischen Partnerhochschulen. Mittlerweile wurde das Programm als Studienrichtung in den konsekutiven Bachelor- und Masterstudiengang Integrated Design überführt.

## Studiengang „M.Sc. Produktdesign und Prozessentwicklung“
Dieser Studiengang wird in Kooperation mit der Fakultät für Informatik und Ingenieurwissenschaften der TH Köln am Campus Gummersbach durchgeführt und richtet sich an BA-Absolventen von Maschinenbau-, Design- und Wirtschaftsingenieurstudiengängen.
Die Studierenden werden für Fach- und Managementaufgaben qualifiziert, welche alle Felder des Produktmanagements und des Produktlebenszyklus umfassen. Der Studiengang Produktdesign und Prozessentwicklung ermöglicht eine transdisziplinäre Zusatzqualifikation und kann mit dem Grad eines Master of Science abgeschlossen werden.

## Besonderheiten
Fast ein Viertel der Studierenden an der KISD kommen aus dem Ausland. Projekte, Seminare und Kurse, sowie Vorlesungen werden fast ausschließlich in englischer Sprache angeboten. Im Rahmen des Studiengangs „European Studies in Design“ ist ein international angelegtes Modul mit entsprechenden Auslandsstudium an den Partnerhochschulen Pflicht, im „Integrated Design“ eine Option.
Die KISD unterhält Kooperationen mit internationalen und regionalen Unternehmen, Institutionen und Verbänden. Viele der Lehr-, Forschungs- und Entwicklungsprojekte werden in enger Zusammenarbeit mit der Wirtschaft durchgeführt.

## Bewerbung
Der Bewerbungsschluss für den BA Integrated Design und MA Integrated Design Research ist immer der 1. April jeden Jahres. Studienbeginn ist einmal jährlich zum Wintersemester.

## Partnerhochschulen
- Sydney College of the Arts (SCA), University of Sydney und University of Western Sydney, Australien
- Universidade Federal do Paraná, Curitiba, Brasilien
- School of Design, The Hong Kong Polytechnic University, Hongkong
- Danmarks Designskole, København (seit 2011 Teil von Det Kongelige Danske Kunstakademis Skoler for Arkitektur, Design og Konservering, die zur Königlich Dänischen Kunstakademie gehört), und Designskolen Kolding, Dänemark
- Aalto University School of Arts, Design and Architecture, Helsinki, Finnland
- Les Ateliers/ENSCI, Paris, Frankreich
- Holon Academic Institute of Technology, Holon, Israel
- Politecnico di Milano, Italien
- Chiba University, Chiba-shi, Japan
- Musashino Art University (MAU), Tokyo, Japan
- Kyushu University, Fukuoka, Japan
- Instituto Superior de Diseño, Havanna, Kuba
- Hogeschool Inholland, Rotterdam, Niederlande
- Glasgow School of Art, Schottland
- Konstfack, Stockholm und Linköpings Universitet, Linköping, Schweden
- Bau, Escuela Superior de Diseño, Barcelona und Universidad Politécnica de Valencia, Spanien
- Shih Chien University, Taipeh, Taiwan
- Budapesti Mûszaki És Gazdasagtudomanyi Egyetem, Budapest, Ungarn
- Parsons School of Design, New York, USA
- Rhode Island School of Design, USA